# Theobrominvergiftung

Strukturformel von Theobromin

Die Theobrominvergiftung oder Schokoladenvergiftung ist eine Vergiftung mit dem Purinalkaloid Theobromin, der besonders Hunde und Katzen zum Opfer fallen können, wenn sie Schokolade fressen. Eine solche Vergiftung kann tödlich enden.

## Vorkommen

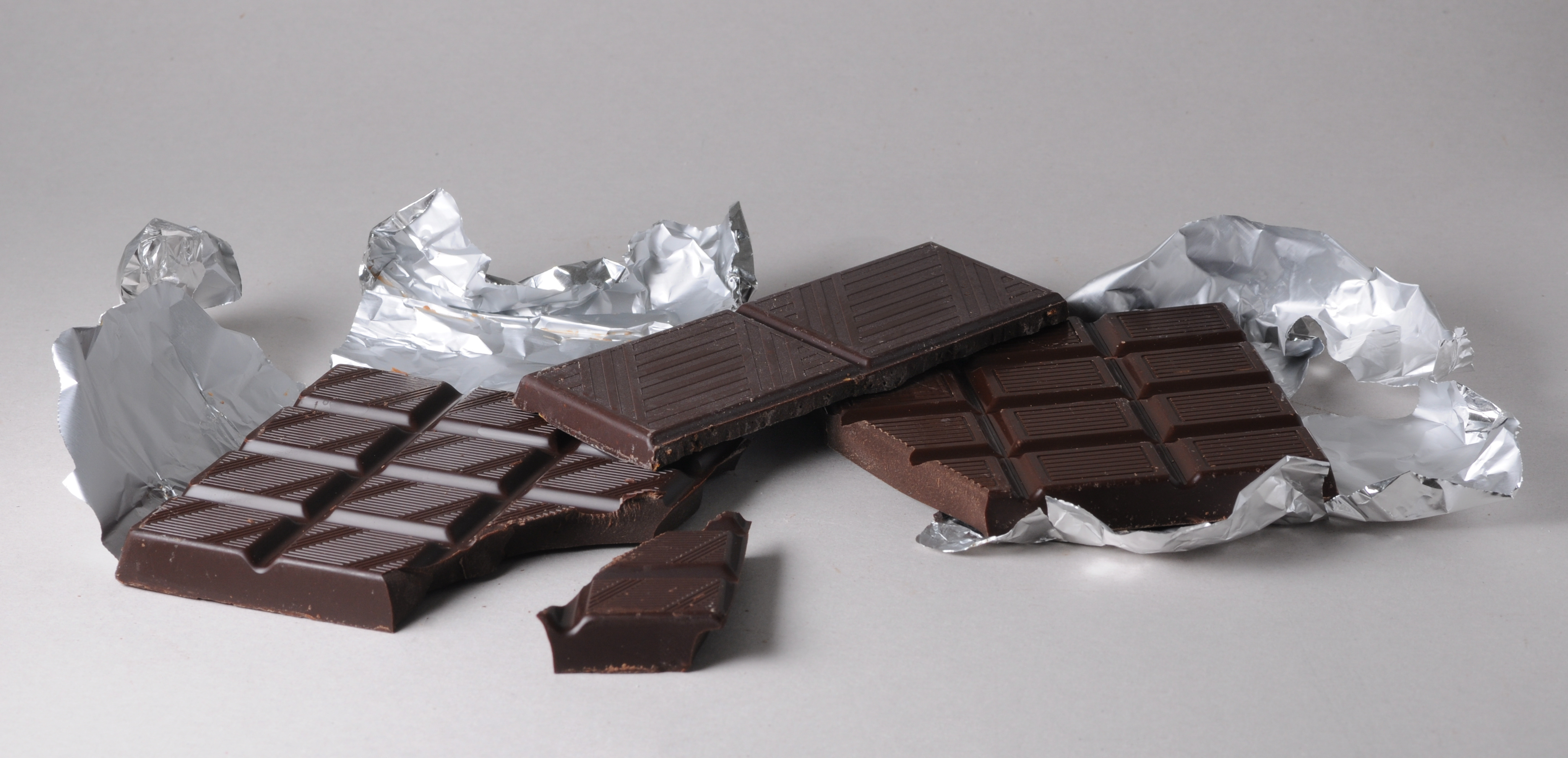
Bitterschokolade enthält mehr Theobromin als Milchschokolade und kann bei Hunden und Katzen darum schon in geringeren Mengen eine Vergiftung auslösen.

Die Theobrominvergiftung kommt am häufigsten bei Hunden vor, aber auch bei anderen Tierarten. Sie ist meistens eine Folge des Verzehrs von Schokolade; andere Produkte des Kakaobaums enthalten jedoch ebenfalls genügend Theobromin, um eine Vergiftung zu verursachen: Es sind auch Vergiftungen durch die Hülle der Kakaobohne beschrieben worden, die gelegentlich als Garteneinstreu verwendet und von Hunden wegen ihres anziehenden Aromas gern gefressen wird. Katzen werden seltener als Hunde mit Theobromin vergiftet, weil sie Schokolade normalerweise meiden. Fälle bei Rindern und anderen Nutztieren sind ebenfalls beschrieben worden und kommen vor, wenn Nebenprodukte der Kakaoherstellung verfüttert werden. Auch Bären können sich an Schokolade wegen ihres Theobromingehalts vergiften.
| Produkt                   | Theobromingehalt |
| ------------------------- | ---------------- |
| Getrocknetes Kakaopulver  | 28,5 mg/g        |
| Bitterschokolade          | 16 mg/g          |
| Hülle der Kakaobohne      | 9,1 mg/g         |
| Zartbitterschokolade      | 5,7 mg/g         |
| Milchschokolade           | 2,3 mg/g         |
| Trinkschokolade (flüssig) | 0,4 mg/g         |
| Weiße Schokolade          | 0,009 mg/g       |

## Symptome
Die kombinierten neurologischen Effekte des Theobromins führen zu einer Erhöhung der Pulsfrequenz,  Verengung der Blutgefäße besonders im Gehirn, verringerter Reizschwelle des Nervensystems und dadurch zu Unruhe, Zittern und Hyperreflexie bis hin zu Krampfanfällen. Daneben tritt häufig Erbrechen auf; auch Durchfall kommt vor. Bei tödlichen Vergiftungen ist die unmittelbare Todesursache in der Regel entweder eine Herzarrhythmie, Hyperthermie oder Atemstillstand.
Je nach eingenommener Dosis können verschiedene Symptome in unterschiedlich starker Ausprägung auftreten:
| Dosis (Hund) | Symptome                                                             |
| ------------ | -------------------------------------------------------------------- |
| 20 mg/kg     | Erbrechen, Durchfall, erhöhtes Durstgefühl                           |
| 40–50 mg/kg  | Zusätzlich Effekte auf den Kreislauf: Tachykardie, Arrhythmien       |
| ≥60 mg/kg    | Zusätzlich Effekte auf das ZNS: Krampfanfälle, Bewusstseinsstörungen |

Die ersten Symptome treten üblicherweise innerhalb von 2 bis 4, ausnahmsweise auch bis zu 12 Stunden nach der Einnahme auf und bestehen aus erhöhtem Durst, begleitet von Durchfall, Erbrechen und gelegentlich einem geschwollenen Bauch. Sie können sich im weiteren Verlauf der Vergiftung je nach Dosis auch auf den Kreislauf und das zentrale Nervensystem ausweiten und ohne Behandlung innerhalb von 12 bis 36 Stunden zum Tod führen.

## Wirkungsmechanismus
Theobromin wird vom Hund nach der Aufnahme fast vollständig resorbiert, unterliegt dabei dem enterohepatischen Kreislauf und hat eine Bioverfügbarkeit von 77±12 %. Der maximale Blutspiegel wird zwei bis vier Stunden nach der Aufnahme erreicht. Die Plasmahalbwertszeit beim Hund beträgt bei oraler Aufnahme um die 17,5 Stunden und ist damit im Vergleich zu den anderen Xanthinen Coffein und Theophyllin sehr lang. Schokolade enthält neben Theobromin häufig auch kleinere Mengen Coffein, das ebenfalls zur Vergiftung beitragen kann. Seine Plasmahalbwertszeit beim Hund ist aber mit 2,5 bis 4,5 Stunden wesentlich kürzer als diejenige des Theobromins.
Theobromin wirkt direkt als Inhibitor der Adenosinrezeptoren und außerdem als unspezifischer Phosphodiesterase-Hemmer, der wiederum über cAMP die Ausschüttung von Katecholaminen verstärkt. Es hat dadurch eine starke sympathomimetische Wirkung, die gemeinsam mit seinem langsamen Abbau beim Hund für die Wirkung als Gift verantwortlich ist. Außerdem führt es zu einer erhöhten Aufnahme von Calcium durch die Zellen und verhindert dessen Abkapselung im sarkoplasmatischen Retikulum der Muskelzellen, was deren Kontraktilität erhöht.
Zur tödlichen Wirkung des Theobromins sind in der Literatur verschiedene Angaben zu finden: Für die orale LD50 beim Hund wird ein Bereich von 100–500 mg pro Kilogramm Körpergewicht erwähnt. Symptome einer schweren Vergiftung können aber schon bei weitaus geringeren Dosen auftreten. Die individuelle Empfindlichkeit eines Hundes kann außerdem von diesen Mittelwerten abweichen.
Im Gegensatz zu Hunden, Katzen, Pferden, Rindern und vielen anderen Tierarten reagiert der Mensch (ebenso wie Ratten und Mäuse) auf Theobromin wenig empfindlich. Dies hängt unter anderem mit der Enzymausstattung im Cytochrom P450-Komplex (insbesondere CYP1A2 und CYP2E1) zusammen: Diese Enzyme weisen beim Menschen eine höhere Aktivität auf und tragen so zu einem wesentlich schnelleren Abbau der Substanz bei.

## Behandlung
Die Behandlung einer frischen Theobrominvergiftung besteht zuerst aus dem Herbeiführen von Erbrechen, wodurch noch nicht resorbiertes Theobromin aus dem Magen entfernt wird. Durch die Gabe von Aktivkohle kann bereits resorbiertes Theobromin aus dem enterohepatischen Kreislauf entfernt und mit dem Kot ausgeschieden werden. Durch Infusionen kann das im Blutplasma vorhandene Theobromin verdünnt und seine Ausscheidung über die Nieren begünstigt werden. Die Rückresorption durch die Blasenwand kann durch einen Harnkatheter verhindert werden. Daneben werden die Wirkungen des Theobromins durch entsprechende Medikamente soweit möglich symptomatisch unterdrückt. Wegen der langen Plasmahalbwertszeit sind dabei normalerweise wiederholte Gaben nötig.
Beginnt eine Behandlung innerhalb von zwei bis vier Stunden nach der Aufnahme, ist die Prognose gut. Bei Vorliegen von zentralnervösen Störungen ist die Prognose weniger gut. Theobromin selbst verursacht keine bleibenden Schäden; allerdings können einige der Komplikationen einer Vergiftung (beispielsweise eine starke Hyperthermie) zu bleibenden Schäden führen.